# Ruig hertshooi
Ruig hertshooi (Hypericum hirsutum) is een plant uit de hertshooifamilie (Hypericaceae). De plant is in Nederland zeldzaam tot zeer zeldzaam en staat op de Nederlandse Rode lijst van planten als matig afgenomen.
De plant wordt 0,4-1 m hoog en heeft rechtopstaande stengels. De bladeren zijn eirond tot langwerpig. Ruig hertshooi bloeit in juli tot september met een aan de top van de stengel zittend smal bijscherm. De kelkbladen hebben aan de rand grote gesteelde klieren en de kroonbladen hebben aan de top zwarte klieren. De doosvrucht is driehokkig.
De plant komt voor op vrij droge, kalkrijke grond in hellingbossen en op kapvlakten en tussen het gras op noordhellingen.

## Plantengemeenschap
Het ruig hertshooi is een kensoort voor de associatie van hazelaar en purperorchis (Orchio-Cornetum).